# Les Vieux Mariés
Singles de Michel Sardou
La Maladie d'amour
(1973) La Marche en avant - Les Villes de solitude
(1974)
Pistes de La Maladie d'amour
Hallyday (Le Phénix)
(5) Tu es Pierre
(7)
Les Vieux Mariés est une chanson de Michel Sardou sortie en 1973 sur l'album La Maladie d'amour. Elle est écrite par Michel Sardou et Pierre Delanoë et composée par Jacques Revaux.
La chanson évoque une vieillesse heureuse et l'amour d'un couple qui a résisté au temps. L'homme remercie son épouse de l'avoir fait père : la rime « Tu m'as donné de beaux enfants, tu as le droit de te reposer maintenant », constitue l'un des premiers malentendus de Sardou avec les féministes. Pierre Delanoë, coauteur des paroles, confia avoir écrit Les Vieux Mariés en réaction à la chanson de Jacques Brel Les Vieux qui décrit tragiquement la vieillesse.

## Classements
| Classement (1973-1974)                  | Meilleure position |
| --------------------------------------- | ------------------ |
| Belgique (Wallonie Ultratop 50 Singles) | 2                  |
| France (IFOP)                           | 2                  |
| Québec (Palmarès francophone)           | 3                  |

| Classement (1973) | Position |
| ----------------- | -------- |
| France (IFOP)     | 8        |